# Sternoppia mirabilis
Sternoppia mirabilis är en kvalsterart som beskrevs av Balogh och Sandór Mahunka 1968. Sternoppia mirabilis ingår i släktet Sternoppia och familjen Sternoppiidae. Inga underarter finns listade i Catalogue of Life.